# Bungetu, Dâmbovița
Bungetu este un sat în comuna Văcărești din județul Dâmbovița, Muntenia, România.
 Acest articol despre o localitate din județul Dâmbovița este deocamdată un ciot. Puteți ajuta Wikipedia prin completarea lui.